# Das K.O.M.I.T.E.E.
El Das K.O.M.I.T.E.E. (del alemán El Comité) era una organización clandestina guerrillera de Alemania. En 1994, llevó a cabo un ataque incendiario contra un edificio de la Bundeswehr (la oficina de reemplazo de las fuerzas armadas del distrito en Bad Freienwalde (Oder) e intentó explotar un explosivo a una prisión de deportación que estaba en construcción en Berlín-Grünau al año siguiente. Estos actos fueron dirigidos contra lo que ellos creían que era la “política represiva de la RFA tanto interna como externamente” y contra “Alemania [que es] parte de la guerra en el genocidio perpetrado en Kurdistán”. Mediante sentencia de noviembre de 1995, el Tribunal Federal de Justicia designó al K.O.M.I.T.E.E. como una "organización terrorista de izquierda".

## Historia
El grupo apareció por primera vez en octubre de 1994. El 27 de octubre de 1994 destruyó "un edificio del Comando del Distrito de Defensa 852 de la Bundeswehr en Bad Freienwalde, distrito de Märkisch-Oderland, con un artefacto incendiario". Esto lo justificó por las violaciones a derechos humanos por parte de Turquía contra la población kurda. El ataque tuvo lugar contra la Bundeswehr porque Alemania es el socio de política exterior más importante de Turquía y uno de los mayores proveedores de armas. La Bundeswehr estuvo directamente involucrada en las "atrocidades" del ejército turco en las áreas kurdas al proporcionandolos de entrenamiento y armas.
En la noche del 10 al 11 de abril de 1995, los miembros intentaron volar la prisión de deportación en Berlín-Grünau, que estaba en remodelación. Por casualidad fueron descubiertos por una patrulla policial durante los preparativos. Los perpetradores escaparon, pero dejaron muchas pistas y pruebas detrás. Entre otras cosas, la policía pudo incautar 120 kilogramos de explosivos, así como numerosos documentos y papeles de identificación en un automóvil matriculado por una de las hermanas de los hombres. Estos rastros llevaron a tres hombres conocidos por su nombre que han huido desde entonces y fueron incluidos en la lista pública de personas conocidas buscadas por la BKA por la Oficina Federal de Policía Criminal (BKA). En el informe, se trazaron paralelismos con el ataque con bomba contra la prisión de Weiterstadt de la Fracción del Ejército Rojo.
Como consecuencia del delito, la Fiscalía Federal inició la investigación y la BKA inició la persecución de los tres sospechosos. El K.O.M.I.T.E.E. envió un comunicado al diario, el cual fue publicado en el mismo el 18 de septiembre de 1995. En él, el grupo se clamo el fallido ataque al cuartel de la Bundeswehr y con los preparativos para el fallido ataque al centro penitenciario de Grünau. También anunció su autodisolución. Sin embargo, las autoridades investigadoras no consideraron que esto fuera creíble y lo vieron como un intento de engaño.
La acción fallida llevó posteriormente a un debate entre grupos autónomos sobre la naturaleza del uso de la acción directa.

### Actualidad de los miembros
No fue hasta julio de 2014 , cuando uno de los tres sospechosos, Bernhard Heidbreder, bajo la falsa identidad de John Jairo Londoñó Smith fue localizado por investigadores de la BKA y detenido por fuerzas especiales locales en la ciudad de Mérida, Venezuela . Posteriormente, la República Federal de Alemania presentó una solicitud de extradición, que fue rechazada en octubre de 2015. Bajo el lema “Me quedé allí. Ninguna extradición de Bernhard Heidbreder "había movilizado varios colectivos en Alemania y Venezuela contra la extradición. Bernhard había llegado a Venezuela en 2002 bajo una falsa identidad de ciudadano colombiano de raíces europeas, y paralelamente desde 2003 está en la lista de los más buscados de la Policía Criminal Federal (BKA, por sus siglas en alemán).
En la primavera de 2017, los otros dos presuntos miembros del grupo que anteriormente se habían escondido, Peter Wendelin Krauth y Thomas Robert Walter, también solicitaron asilo en Venezuela. El 24 de junio del 2017 el Tribunal Supremo de Justicia de Venezuela decreto libertad sin restricciones a Thomas Robert Walter.
En el documental de 2019 Against the Current - Abgetaucht en Venezuela, (conocida por su traducción al inglés como Against the Tide) el cineasta Sobo Swobodnik se encuentra con Thomas Walter en Venezuela y le habla de las circunstancias de su fuga y de su vida en Venezuela. También conoce a Bernhard Heidbreder y Peter Krauth, que viven en pueblos vecinos.
El 28 de mayo del 2021 muere por complicaciones con el cáncer Bernhard Heidbreder, anunció su compañero Thomas Walter en redes sociales. Antes de su muerte había cumplido una pena de dos años en prisión, aunque no pudieron ser deportados a Alemania, se encontraron en una situación de espera sin plenos derechos de ciudadanía.